# Península Zubizarreta

Mapa de las islas Malvinas, con topónimos en idioma español (pulsar en la imagen para agrandarla).

La península Zubizarreta se encuentra ubicada entre la ensenada del Norte (al este) y la bahía Sucia (al oeste), siendo su extremo el cabo Leal, en la punta noroeste de la isla Soledad.
Esta punta se halla en el archipiélago de las islas Malvinas, que según la Organización de las Naciones Unidas (ONU), están en litigio de soberanía entre el Reino Unido, quien la administra como parte del territorio británico de ultramar de las Malvinas, y la Argentina, quien reclama su devolución, y la integra en el departamento Islas del Atlántico Sur de la provincia de Tierra del Fuego, Antártida e Islas del Atlántico Sur.
El nombre de la península recuerda a Carlos María Zubizarreta, que falleció tras acciones de combate al mando de su A-4Q Skyhawk de la 3.ª Escuadrilla Aeronaval de Caza y Ataque, el 23 de mayo de 1982 durante la guerra de las Malvinas.